# D28 (hunebed)
Hunebed D28 ligt samen met hunebed D29 iets ten oosten van het dorp Borger in de richting van Buinen ten zuiden van de N374 in de Nederlandse provincie Drenthe.

## Bouw
Hunebed D28 heeft, in tegenstelling met het nabijgelegen D29, drie dekstenen (D29 heeft er slechts twee). Daarnaast heeft het hunebed acht draagstenen en twee sluitstenen.
De dekheuvel (die inmiddels afgegraven is) is nooit hoger geweest dan de onderkant van de dekstenen.

## Geschiedenis
H. Tiessing beschrijft in 1905 dat er veel oudheden zijn verstoord door het doorwerken van de Buineres tussen 1880 en 1890.
De hunebedden liggen in een klein bebost gebied midden in een akker, dat te bereiken is via een smal zandpaadje. Er is bij deze hunebedden meermalen archeologisch onderzoek gedaan.
- Van Giffen onderzocht het hunebed in 1927 en noemt het hunebed "in goeden staat"[4]
- Later onderzocht het Biologisch-Archaeologisch Instituut (BAI) te Groningen het hunebed in 1985[5].

Er is aardewerk en er zijn van koperdraad gedraaide kralen gevonden, deze behoren thans tot de collectie van het Drents Museum. De kralen stammen waarschijnlijk uit Midden-Europa of Zuidoost-Europa. Ook zijn er rode vuurstenen bijlen uit Noord-Duitsland aangetroffen.

## Society of Antiquaries[7]
In Engeland ontstond in de jaren zeventig van de 19e eeuw bezorgdheid over de wijze waarop in Nederland hunebedden werden gerestaureerd. In die kringen was men vooral bezorgd dat met de restauraties het oorspronkelijk beeld van de situatie verloren zou gaan. De directeur van de Society of Antiquaries in Londen verzocht de oudheidkundigen William Collings Lukis en sir Henry Dryden om de staat waarin de hunebedden zich op dat moment bevonden nauwkeurig vast te leggen. Zij bezochten in juli 1878 Drenthe en brachten veertig hunebedden op de Hondsrug in kaart. Ze hebben opmetingen verricht en beschreven de aangetroffen situatie, die zij tevens vastlegden in een serie aquarellen. Hun rapportage aan de Society of Antiquaries verscheen echter niet in druk. Hun materiaal werd bewaard bij de Society of Antiquaries, het Guernsey Museum & Art Gallery en het Drents Museum. Het Ashmolean Museum in Oxford bezit kopieën van hun werk. In 2015 publiceerde de Drentse archeoloog dr. Wijnand van der Sanden alsnog hun werk. Hij voorzag hun materiaal van een uitgebreide inleiding. Ook schetste hij de ontwikkelingen met betrekking tot het archeologisch onderzoek van de hunebedden na hun onderzoek tot 2015. Hij gaf als oordeel dat het werk van Lukis en Dryden van hoge kwaliteit was. In het Drents Museum was in 2015 een tentoonstelling over het werk.
Hunebed D28 is weergegeven op Plan XXIII: Er waren nog drie dekstenen aanwezig. De deksteen aan de oostelijke kant was verdwenen. Er waren tien draagstenen. De oostelijke kant van de meest westelijke deksteen was op de grond komen te liggen. Er stonden nog twee poortstenen aan de zuidkant. De archeoloog Janssen heeft deze stenen niet opgemerkt, aldus Lukis en Dryden, tijdens zijn observaties. De dekheuvel is recentelijk 60 centimeter verlaagd.